# 国道307号

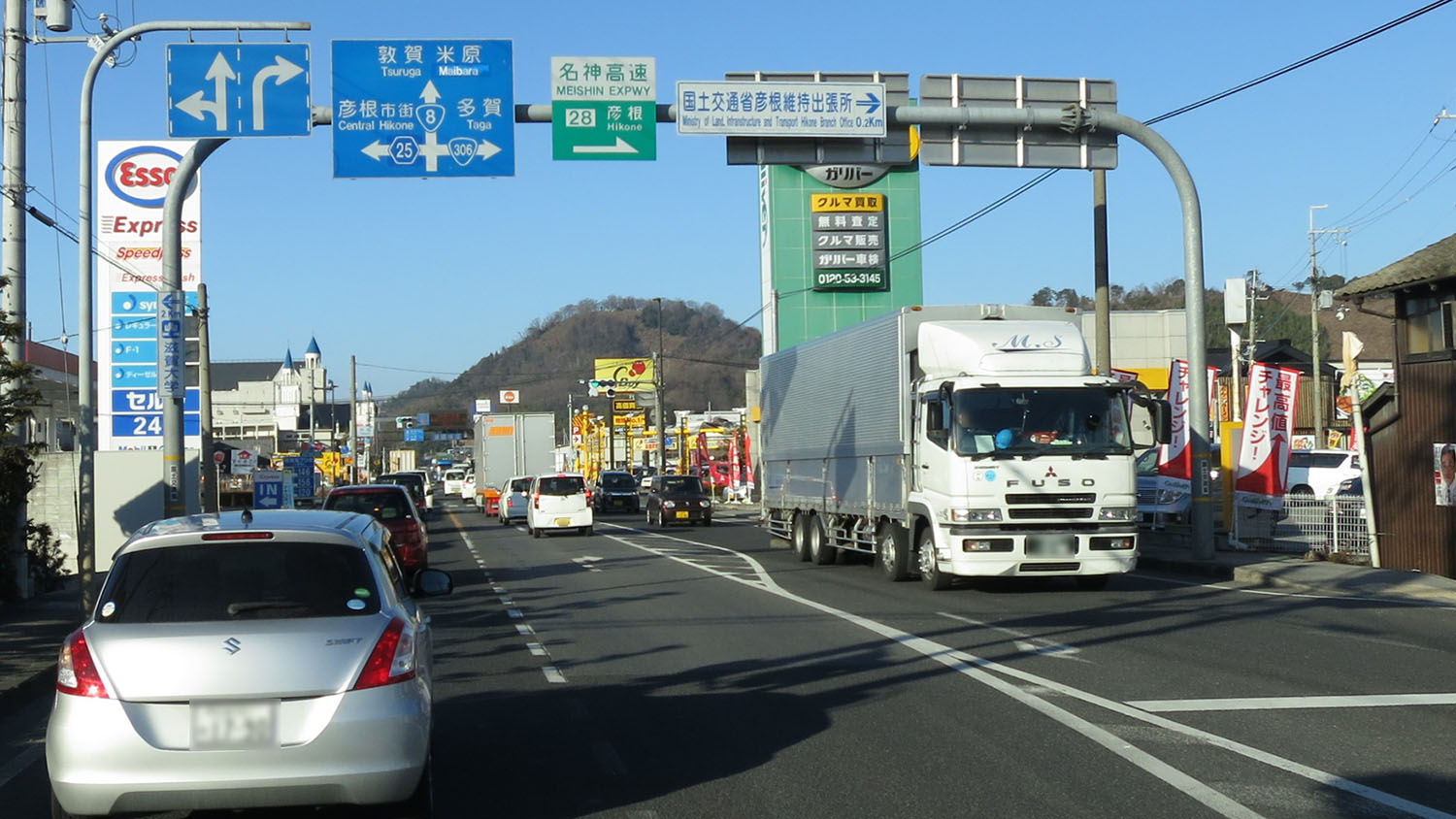
国道307号 起点
滋賀県彦根市 外町交差点
（国道306号 終点）

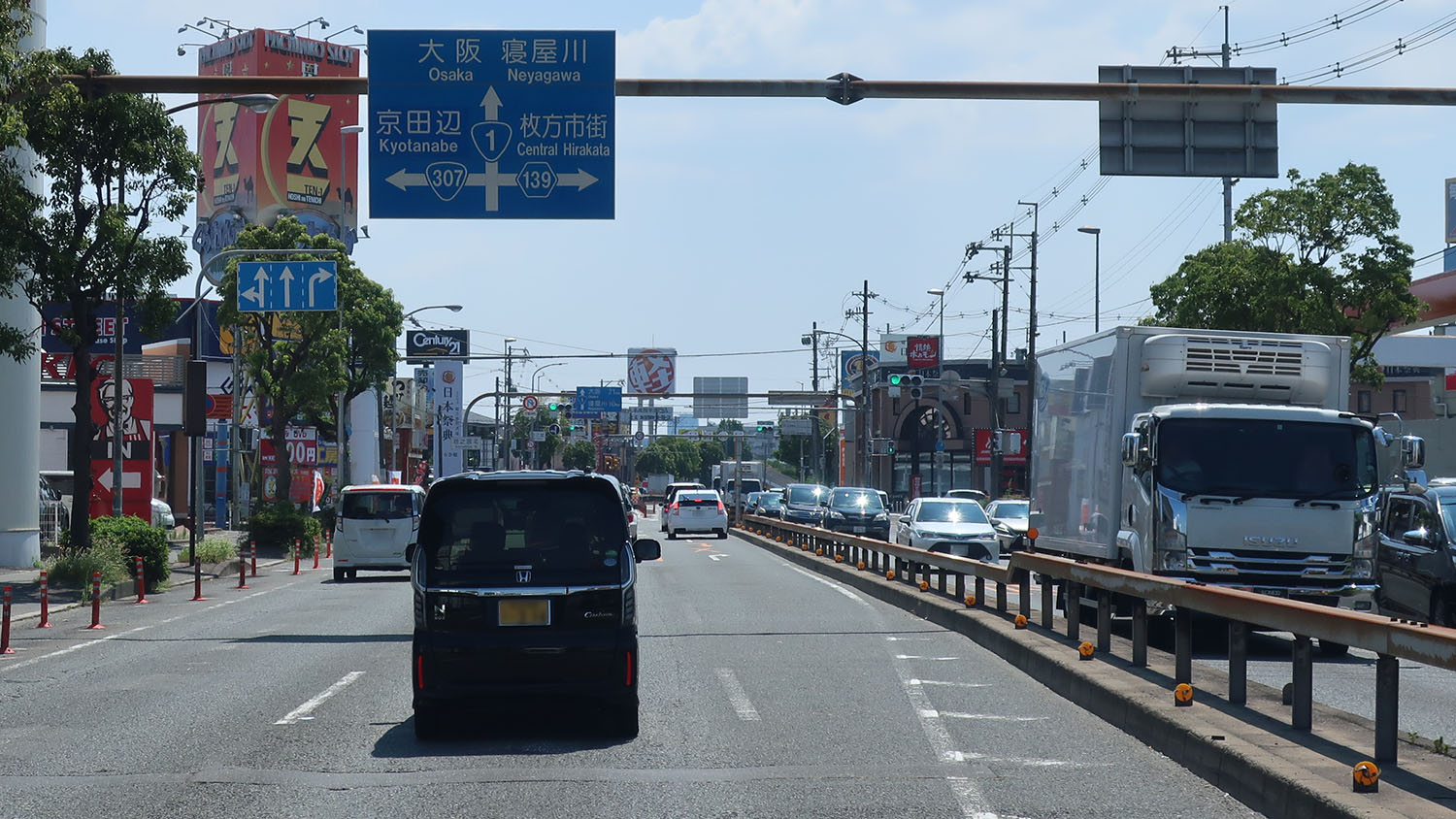
国道307号 終点
大阪府枚方市 池之宮北交差点

国道307号（こくどう307ごう）は、滋賀県彦根市から大阪府枚方市に至る一般国道である。

## 概要

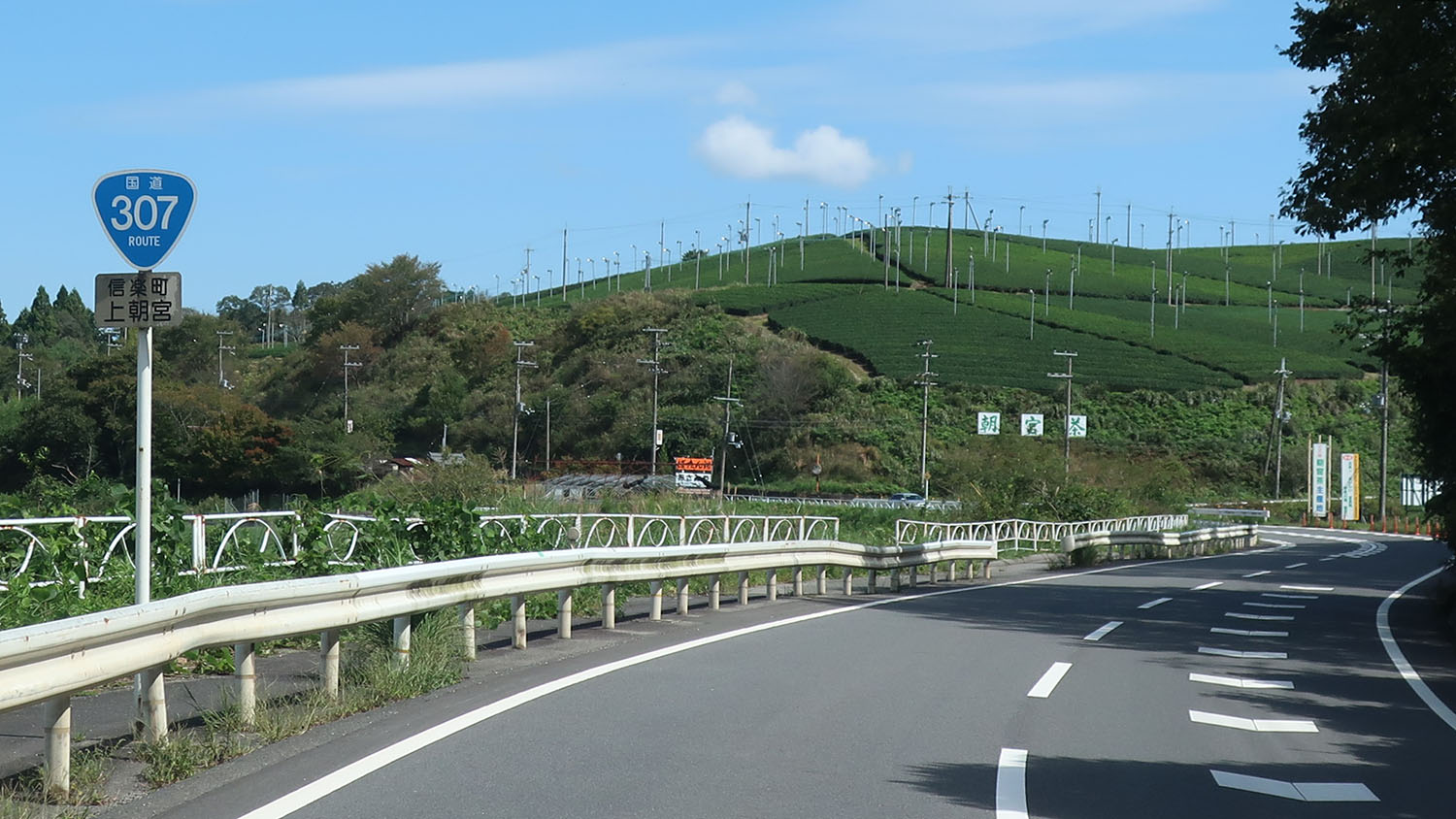
滋賀県甲賀市信楽町
右側正面に「朝宮茶」の茶畑
（2018年9月撮影）

滋賀県の甲賀・東近江・湖東地区と京阪神地域を結ぶ延長110 kmの一般国道で、滋賀県の東部に位置する彦根市の国道8号分岐から近江盆地南部を下り、笠置山地（信楽山地）を東西に走って裏白峠を越えて、大阪府の北東部に位置する枚方市で国道1号と接続する。主な通過地は滋賀県多賀町、東近江市、日野町、甲賀市、京都府京田辺市である。起点・彦根市から多賀町まで約6 kmにわたり国道306号と重複し、多賀町で国道306号から分岐して単独区間となる。名神高速道路とは湖東三山SICと、また新名神高速道路とは信楽ICで接続し、沿線市町村の生活道路であるとともに、名神・新名神高速道路のアクセス道路として重要な路線に位置づけられる。

### 路線データ
一般国道の路線を指定する政令に基づく起終点および重要な経過地は次のとおり。
- 起点：彦根市（外町交点 = 国道8号交点、国道306号終点）
- 終点：枚方市（池之宮北交点 = 国道1号交点）
- 重要な経過地：滋賀県犬上郡多賀町、八日市市[注釈 2]、同県蒲生郡日野町、同県甲賀郡水口町[注釈 3]、同郡信楽町[注釈 3]、城陽市、京都府綴喜郡田辺町[注釈 4]
- 総延長 : 110.2 km（滋賀県 80.1 km、京都府 22.3 km、大阪府 7.7 km）重用延長を含む[2][注釈 5]
- 重用延長 : 6.3 km（滋賀県 6.2 km、京都府 0.0 km、大阪府 0.1 km）[2][注釈 5]
- 未供用延長 : なし[2][注釈 5]
- 実延長 : 103.9 km（滋賀県 74.0 km、京都府 22.3 km、大阪府 7.6 km）[2][注釈 5]
  - 現道 : 91.8 km（滋賀県 61.9 km、京都府 22.3 km、大阪府 7.6 km）[2][注釈 5]
  - 旧道 : 9.2 km（滋賀県 9.2 km、京都府 - km、大阪府 - km）[2][注釈 5]
  - 新道 : 2.8 km（滋賀県 2.8 km、京都府 - km、大阪府 - km）[2][注釈 5]
- 指定区間：なし[3]

## 歴史
- 1970年（昭和45年）4月1日 - 一般国道307号（彦根市 - 枚方市）として指定施行[4]。

## 路線状況

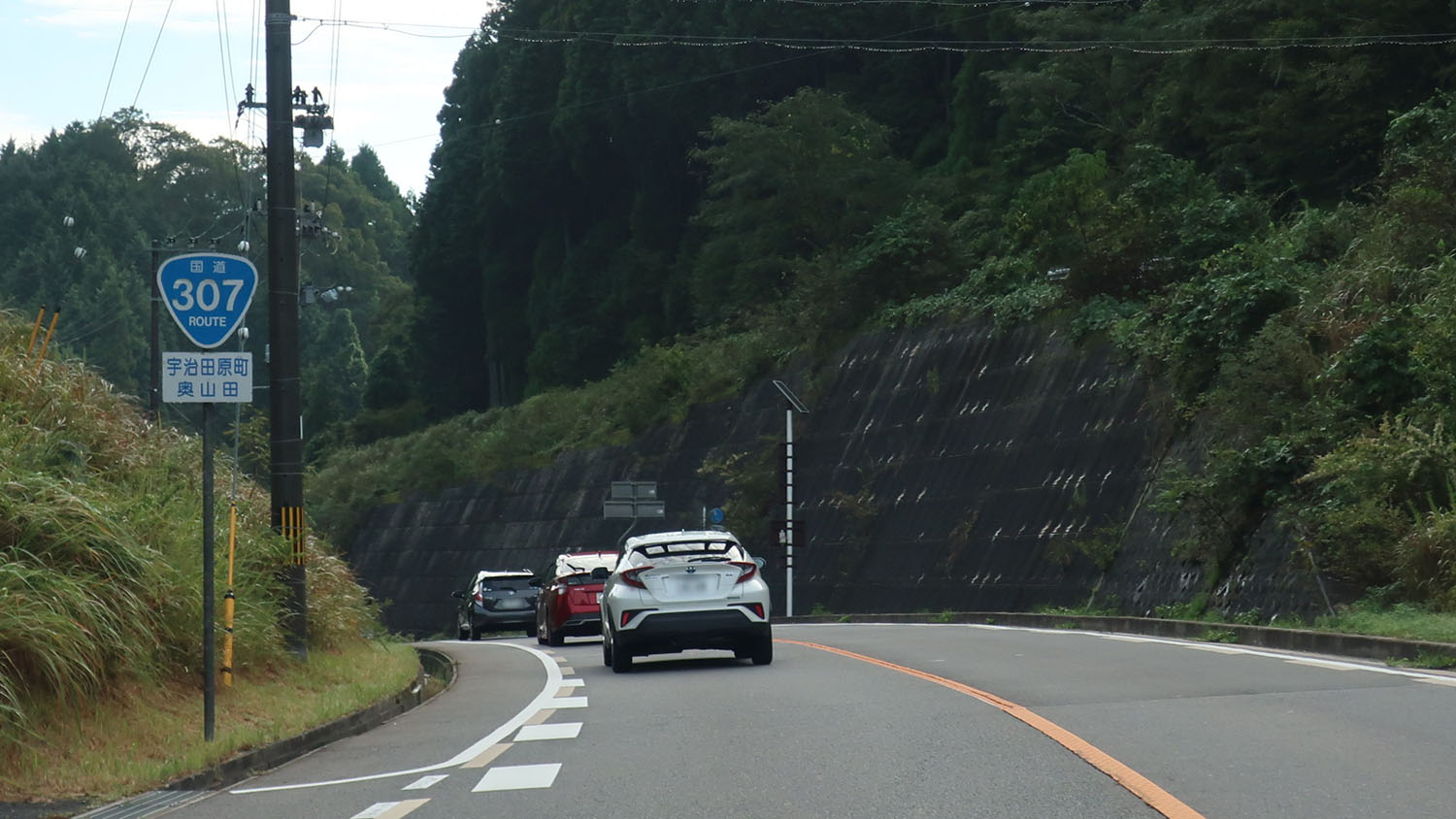
京都府綴喜郡宇治田原町
（2018年9月撮影）

枚方市内、および城陽市内の宇治田原町との境界近くの部分を除いてはほとんど渋滞もなく、概ね全線快走できる国道である。宇治田原町奥山田地区において残っていた1.5車線の未改良区間が2019年（平成31年）3月の奥山田バイパスの開通で解消されたのを最後に、離合困難な区間はなくなった。近年では、国道1号の京都市街地を迂回する裏道的な性格も強くなってきた。また、2008年（平成20年）2月には新名神高速道路と接続し、関西各方面からのアクセス道路として重要な役割を担いつつある国道であり、新名神高速道路の並行区間の開通をめどに宇治田原町内や城陽市付近で改良が進んでいる。

### 愛称
- 近江グリーンロード[注釈 6]
- 田辺街道

### バイパス
- 日野水口グリーンバイパス
- 信楽道路
- 長野バイパス
- 裏白バイパス（甲賀市信楽町、2004年（平成16年）12月全線開通）[7]
- 奥山田バイパス（宇治田原町、2019年（平成31年）3月開通）[7]
- 都市計画道路宇治田原山手線(宇治田原町)[8] 事業中 先行開通区間は京都府道62号宇治木屋線として供用
- 郷之口バイパス（宇治田原町、1979年（昭和54年）4月開通）[7]
- 青谷バイパス（城陽市、1.9 km]、2015年（平成27年）3月開通）[9]
- 田辺バイパス

### 重複区間
- 国道306号（滋賀県彦根市・外町交差点 - 犬上郡多賀町・多賀交差点）
- 国道422号（滋賀県甲賀市信楽町・立石橋交差点 - 甲賀市信楽町・下朝宮石倉橋交点）

### 道路施設

#### 橋梁
- 福寿橋
- 春日橋
- 諸木大橋
- 木津大橋
- 別所橋
- 水口大橋
- 杣川新橋
- 紫香楽橋
- 山城大橋（城陽市 - 京田辺市）

#### トンネル
- 裏白トンネル（滋賀県甲賀市）
- 茶屋トンネル（京都府宇治田原町）
- 奥山田トンネル（京都府宇治田原町）
- 大福トンネル（京都府宇治田原町）

#### 道の駅
- 滋賀県
  - せせらぎの里こうら（犬上郡甲良町）
  - 東近江市あいとうマーガレットステーション（東近江市妹町）

### その他
- 信楽高原鐵道信楽線とは、同路線の貴生川駅から信楽駅までにかけて、場所によって異なるが、かなりの区間で並走している。

## 地理

### 通過する自治体
- 滋賀県
  - 彦根市 - 犬上郡多賀町 - 犬上郡甲良町 - 愛知郡愛荘町 - 東近江市 - 蒲生郡日野町 - 甲賀市
- 京都府
  - 綴喜郡宇治田原町 - 城陽市 - 綴喜郡井手町 - 京田辺市
- 大阪府
  - 枚方市

### 交差する道路
- 国道8号（彦根市・外町交差点）
- 彦根IC - 名神高速道路 （彦根市・原町交差点）
- 国道306号（多賀町・多賀交差点）
- 滋賀県道344号湖東三山インター線（愛荘町・湖東三山IC口交差点）（名神高速道路 湖東三山スマートICに接続）
- 滋賀県道28号湖東愛知川線（東近江市・中里交差点）
- 国道421号（東近江市・御園交差点）
- 国道477号（日野町松尾5丁目）
- 国道1号（甲賀市・松尾交差点、水口）
- 滋賀県道・三重県道4号草津伊賀線（甲賀市水口町貴生川）
- 滋賀県道341号信楽インター線（新名神高速道路 信楽ICに接続）
- 滋賀県道16号大津信楽線（甲賀市信楽町・牧交差点）
- 滋賀県道12号栗東信楽線（甲賀市信楽町長野）
- 京都府道・滋賀県道5号木津信楽線（甲賀市信楽町・中野）
- 国道422号（甲賀市信楽町）
- 京都府道283号奥山田射場線 （宇治田原町奥山田）
- 京都府道・滋賀県道783号宇治田原大石東線（宇治田原町岩山）
- 京都府道62号宇治木屋線 （宇治田原町郷之口）
- 宇治田原IC（予定） - 新名神高速道路（宇治田原町郷之口）
- 京都府道70号上狛城陽線（城陽市）
- 国道24号（城陽市・山城大橋東詰交差点）
- 京都府道22号八幡木津線 （京田辺市・京田辺市役所東交差点）
- 京都府道22号八幡木津線（バイパス）〈山手幹線〉 （京田辺市）
- 田辺西IC - 京奈和自動車道京奈道路（京田辺市）
- 大阪府道17号枚方高槻線（枚方市大字尊延寺 - 枚方市杉1丁目交差点で重複）
  - 2011年（平成23年）4月1日、実質のバイパス道路であった大阪府道17号枚方高槻線に経路が変更[10]され、旧道は氷室交差点を境に大阪府道・京都府道71号枚方山城線と枚方市道杉尊延寺線にそれぞれ降格[11][12]した。
- 大阪府道71号枚方山城線（枚方市・大字尊延寺）
- 枚方東IC - 第二京阪道路（枚方市）
- 大阪府道・京都府道736号交野久御山線（枚方市・津田交差点）
- 国道1号（枚方市・池之宮北交差点）

## ギャラリー

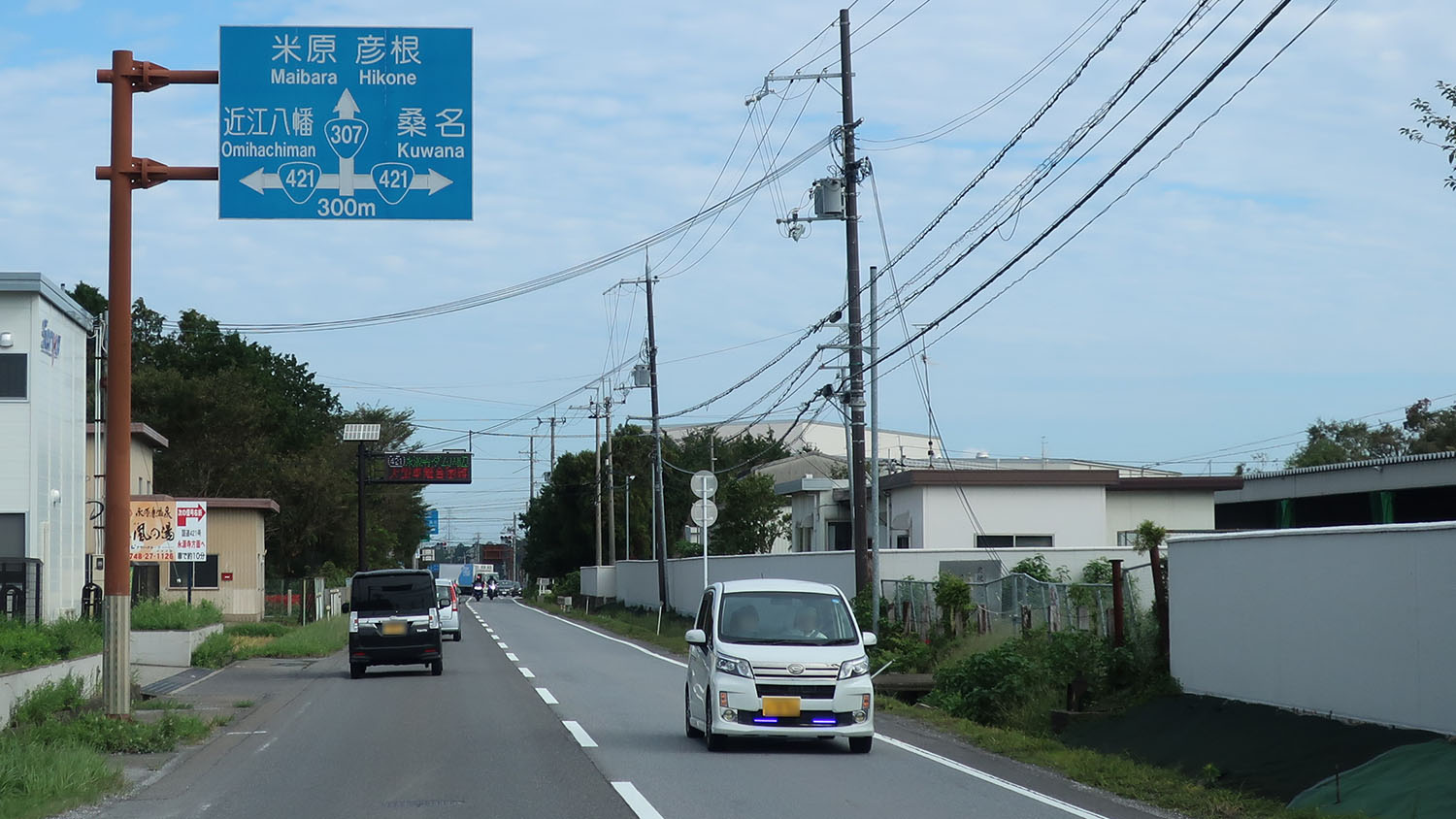
国道421号との交差 滋賀県東近江市御園町
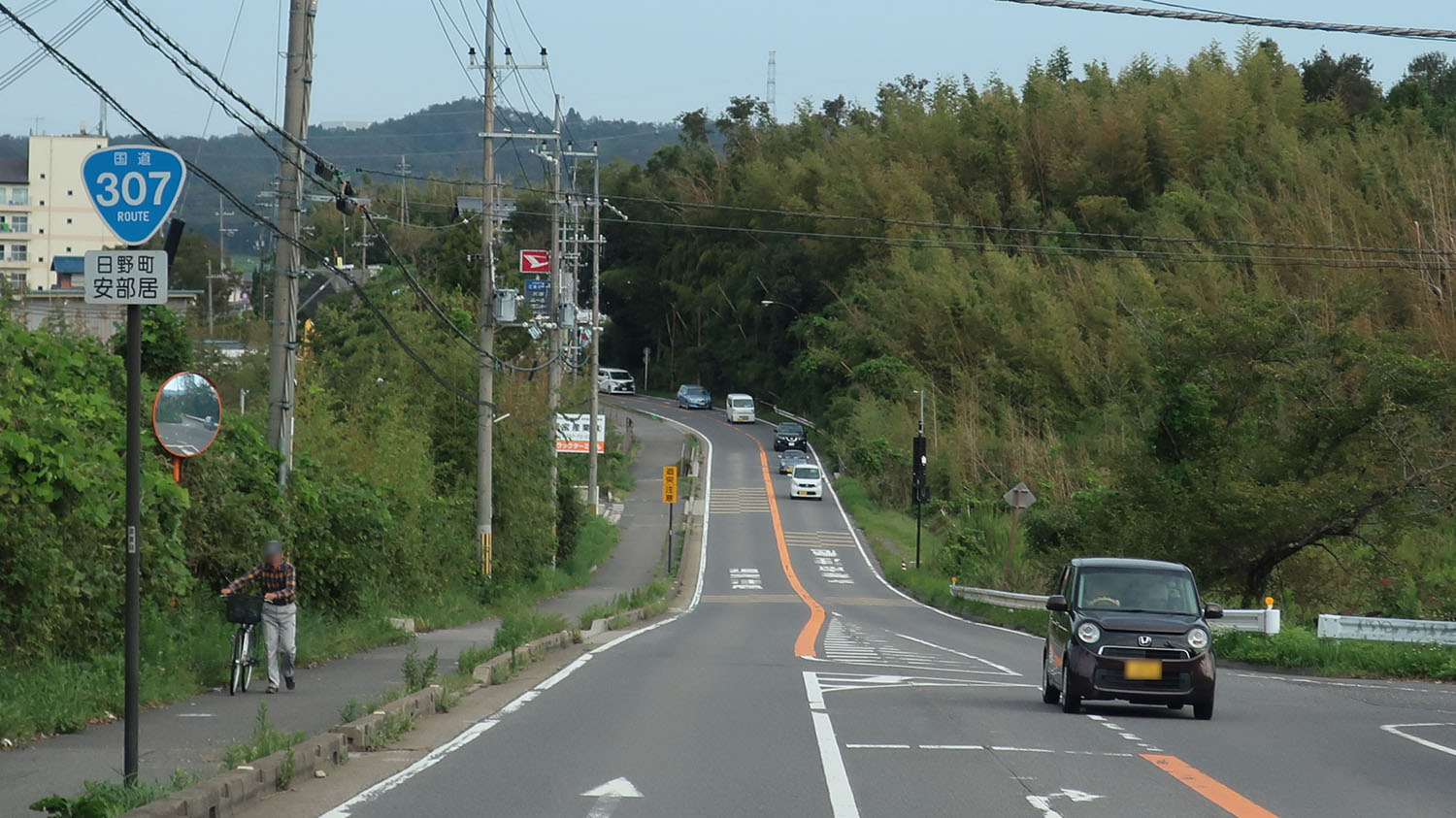
滋賀県蒲生郡日野町 安部居
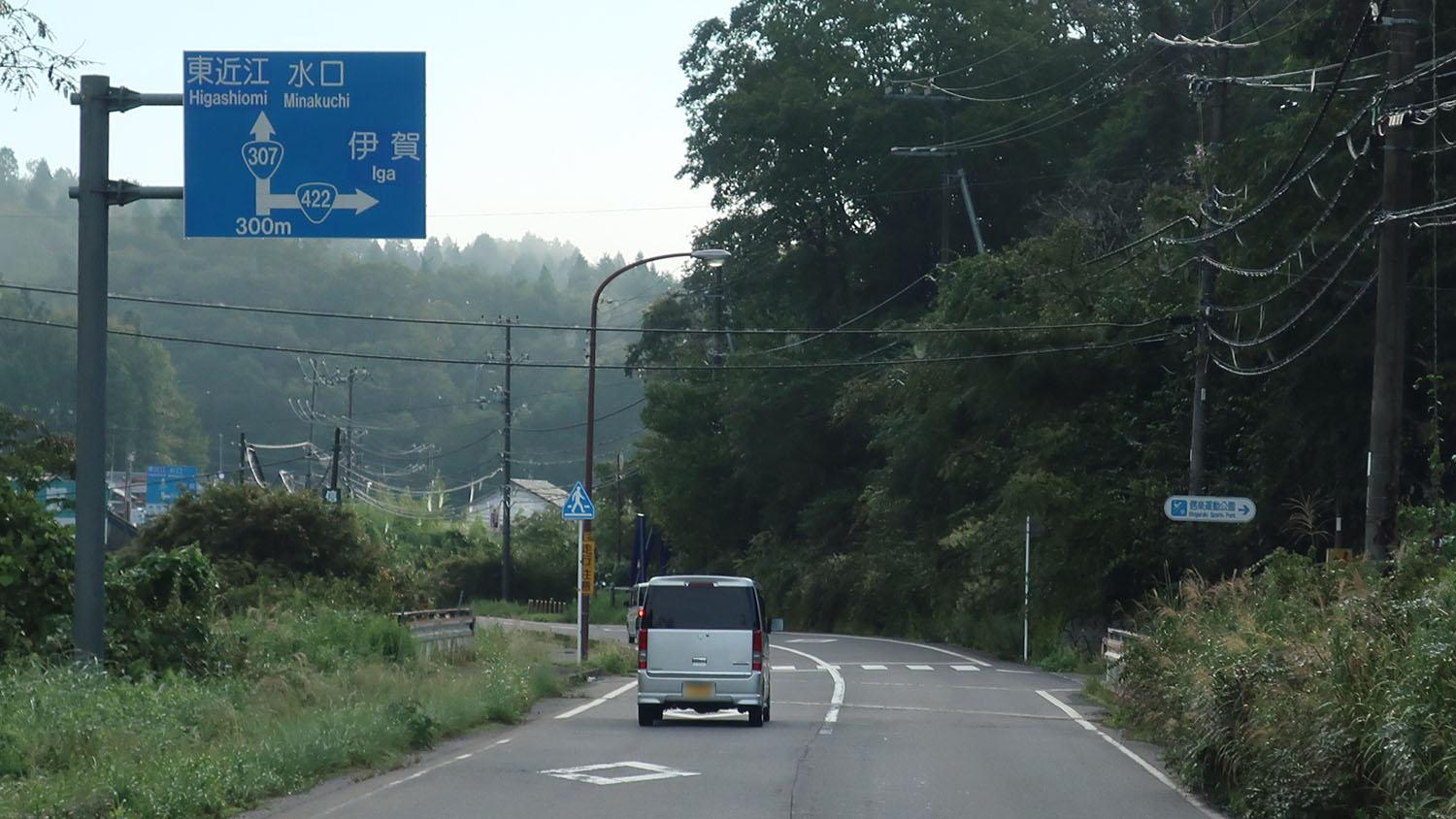
国道422号との分岐 滋賀県甲賀市信楽町
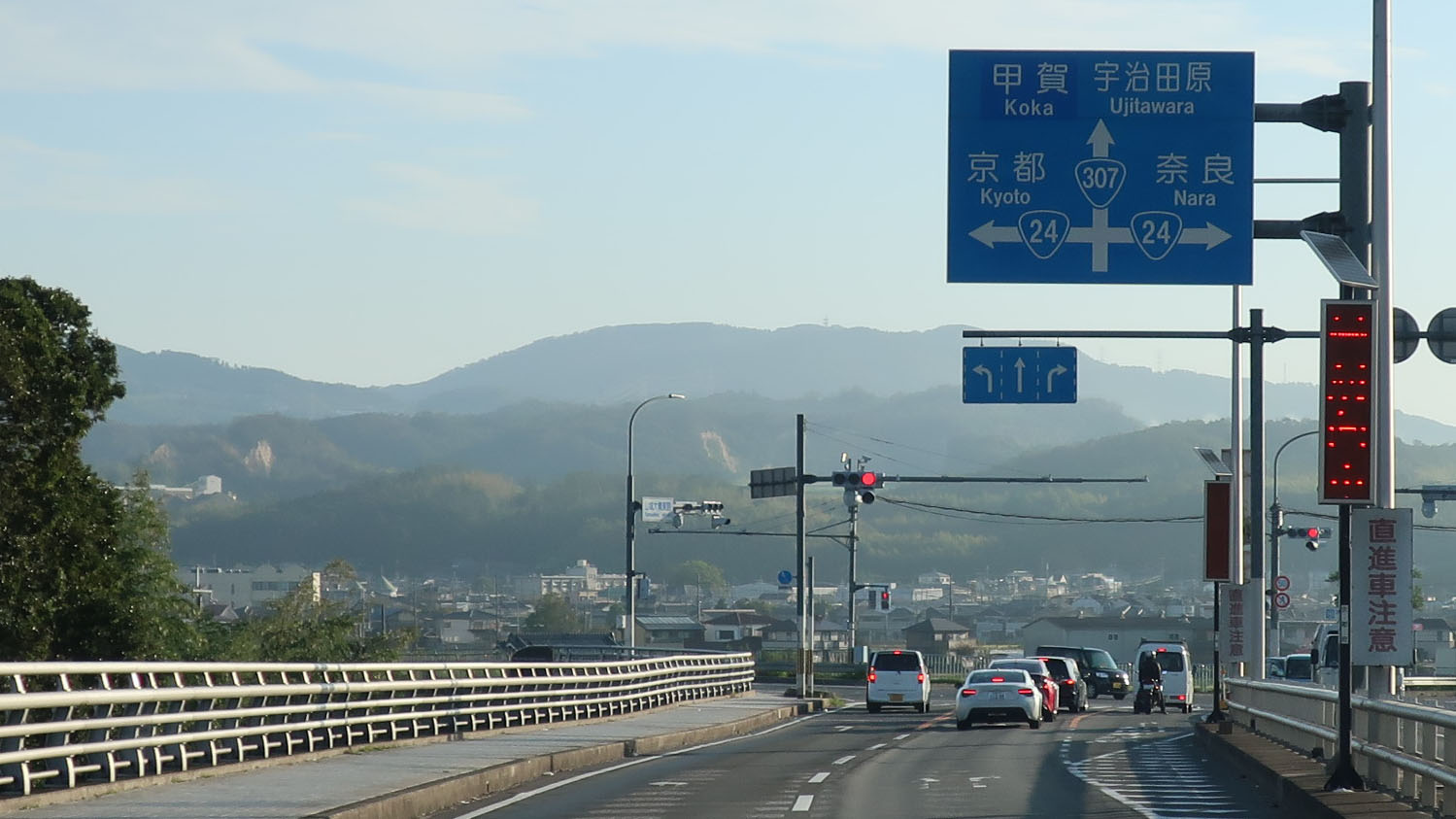
国道24号との交差 京都府綴喜郡井手町